# Economia del Brasil

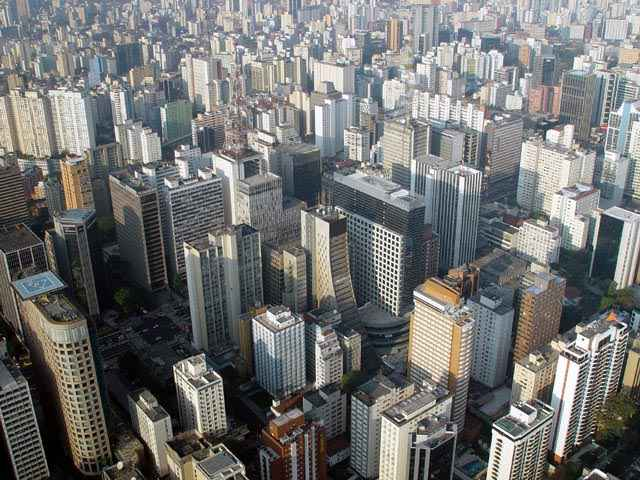
La ciutat de São Paulo, la més gran en població i cor financer del Brasil.

L'economia del Brasil és diversificada de renda mitjana, encara que amb variacions en els nivells del seu desenvolupament. El Brasil és la vuitena economia més gran del món, d'acord amb la mesura del Producte Intern Brut el 2012. Es caracteritza per sectors com la mineria, la indústria manufacturera i els sectors de serveis agrícoles grans i ben desenvolupats, és més gran que l'economia dels altres països de l'Amèrica del Sud i té ampliat la seva presència als mercats mundials.
La majoria de la gran industria està concentrada al sud i el sud-est del país. El nord-est ha estat tradicionalment la regió menys desenvolupada, encara que ha rebut inversions recentment. El Brasil va realitzar un reeixit programa d'estabilització econòmica, anomenat el Pla Real (nom de la seva nova moneda) des de juliol de 1994. La inflació, que havia arribat al 5.000% anual el 1993, va arribar al 2,5% el 1998. Llevat de la breu recessió provocada per la devaluació del real el 1999 (any de començament del règim de lliure flotació de la moneda) i els anys subsegüents, el país s'ha consolidat com una de les economies més puixants i estables de Sud-amèrica. Els reptes de l'administració actual és reduir la inflació, que encara es troba a nivells superiors al 7%, i la taxa d'atur, i assolir el desenvolupament equitatiu de les regions pobres del nord i centre-oest del país.

## Agricultura i ramaderia

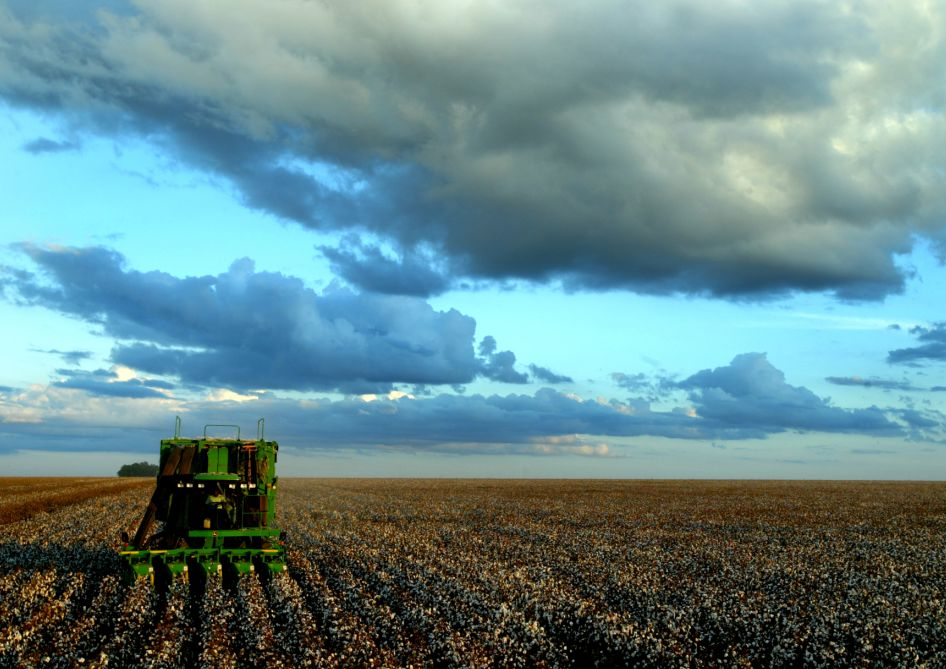
Moderna segadora mecànica al Brasil.

El Brasil posseïx vasts recursos agrícoles. Està dividit en dues àrees agrícoles. La primera, que abasta més de la meitat del país i localitzada al sud, té un clima semi-temperat amb nivells elevats de precipitació, millores terres, tecnologia avançada i una infraestructura adequada. Aquesta regió produeix la major part dels grans brasilers i de les exportacions agrícoles. L'altra àrea, localitzada al nord-est de la regió (que és afectada sovint per sequeres) i a l'Amazònia, no rep precipitacions regulars, i no ha desenvolupat una infraestructura adequada. En aquesta regió es produeix el cacau, i les fruites tropicals. L'agricultura brasilera és diversificada, i el país és auto-suficient en la producció d'aliments. L'agricultura representa el 8% del PIB, i dins la qual treballa el 25% de la població activa. El Brasil és un dels productors principals de canya de sucre i cafè, i un gran exportador de cacau, soia, carn, sucre, taronja, tabac, nou i fruites tropicals. La soia és conreada a l'interior del país (Mato Grosso do Sul, Mato Grosso, Estat de Goiás, Estat de Tocantins, est de Bahia) amb gran mecanització.
Durant el període de la dictadura militar, l'agricultura va ser ignorada i explotada per tal d'obtenir els recursos necessaris per desenvolupar el sector industrial i per obtenir aliments barats per la població urbana. Els preus d'exportacions eren controlats pel govern, així com la quantitat destinada a l'exportació. Els governs democràtics, però, van canviar aquesta política, i recentment, les exportacions van experimentar un sorprenent auge.
La producció brasilera es pot dividir en 60% agrícola i 40% ramaderia. El Brasil ha experimentat un creixement en la producció de bestiar i en la indústria de la llet. Les exportacions agrícoles i de ramaderia del país representen el 35% del total. Aquesta seria una de les raons per la qual el Brasil, com l'Argentina, s'oposen a la proposta nord-americana de l'ALCA, ja que els enormes subsidis agrícoles nord-americans no permetrien un comerç veritablement lliure en aquest sector de gran importància per llurs economies.

## Indústria

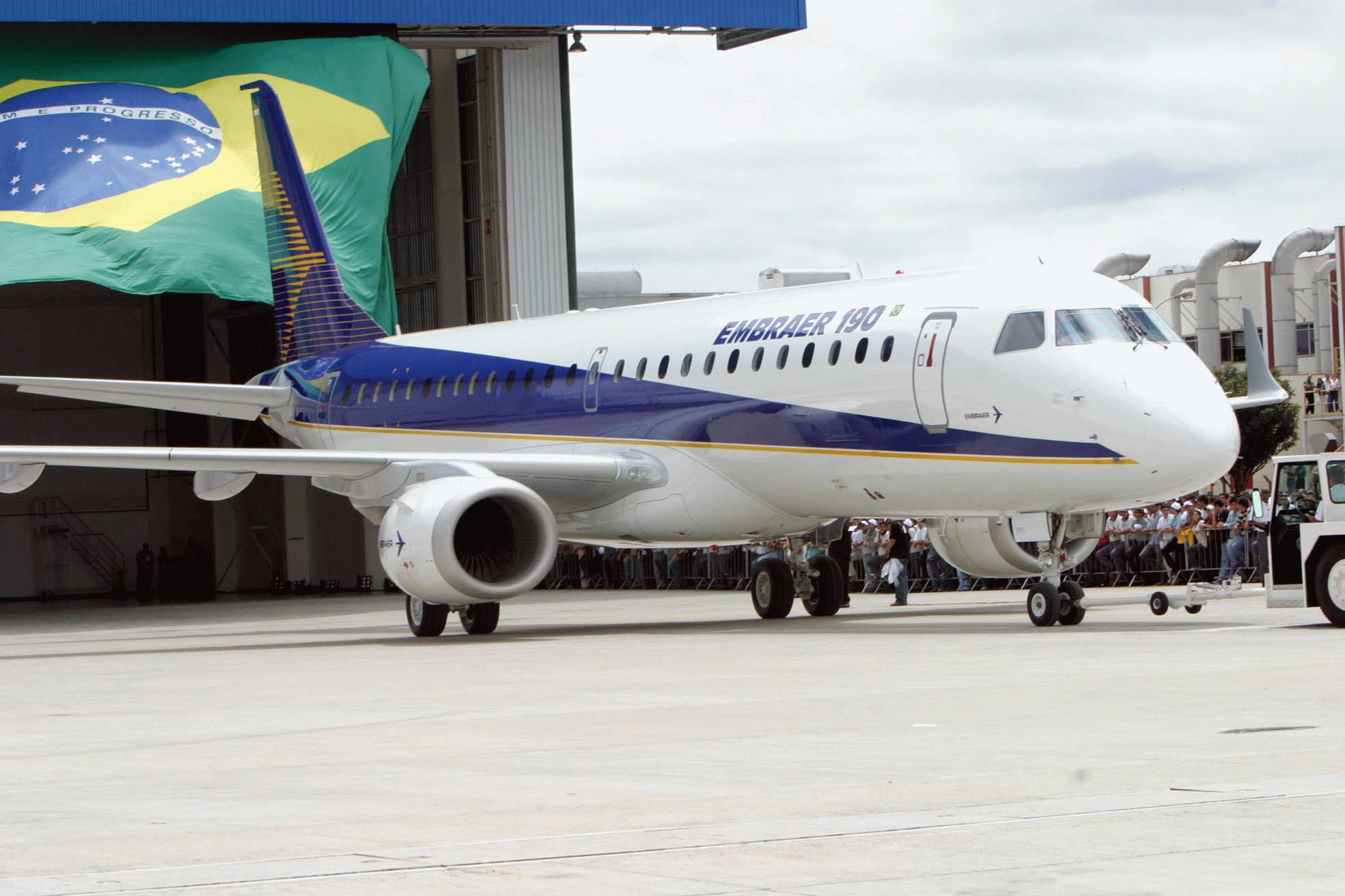
El fabricant d'avions Embraer és un dels principals exportadors industrials del Brasil.

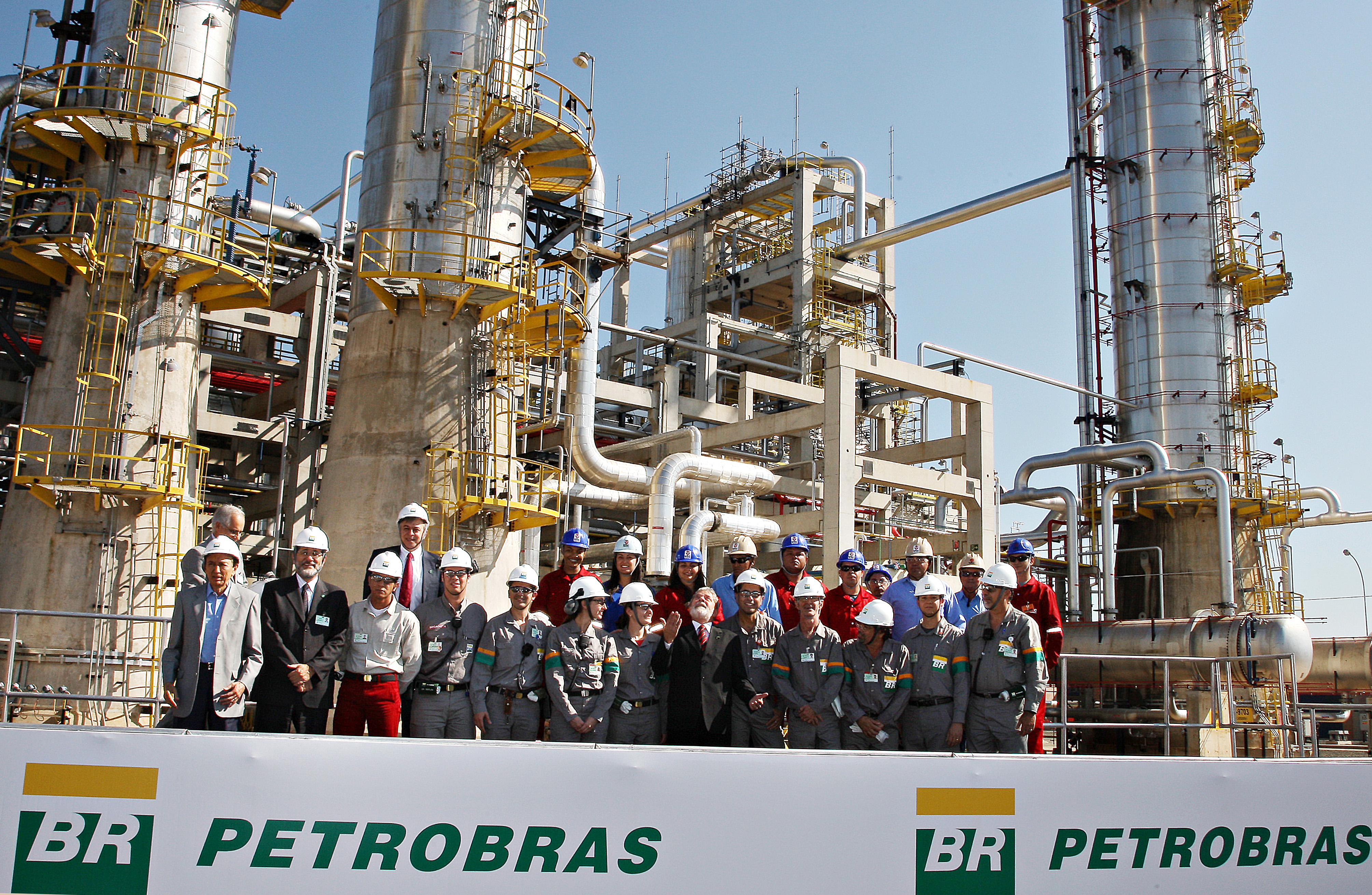
Refineria de petroli en Paulínia, estat de São Paulo.

El Brasil té un dels sectors industrial més avançats de Llatinoamèrica i el més diversificat de la regió. Aquest sector representa un terç del PIB del Brasil, i compren la indústria de l'automòbil, de l'acer, petroquímica, d'informàtica i aèria. Amb l'estabilitat promoguda pel Pla Real les indústries multinacionals que hi operen han realitzat inversions en equip d'alta tecnologia.
El govern brasiler ha implementat un pla per reduir la dependència de petroli importat, que representaven més del 70% de les necessitats energètiques del país, però, que s'han reduït al 33%. No obstant les necessitats d'una població superior als 170 milions són superiors a la producció energètica. El Brasil és un dels principals productes d'energia hidroelèctrica del món i en la dècada de 1990 es va construir una planta d'energia nuclear.

## Finances i macroeconomia

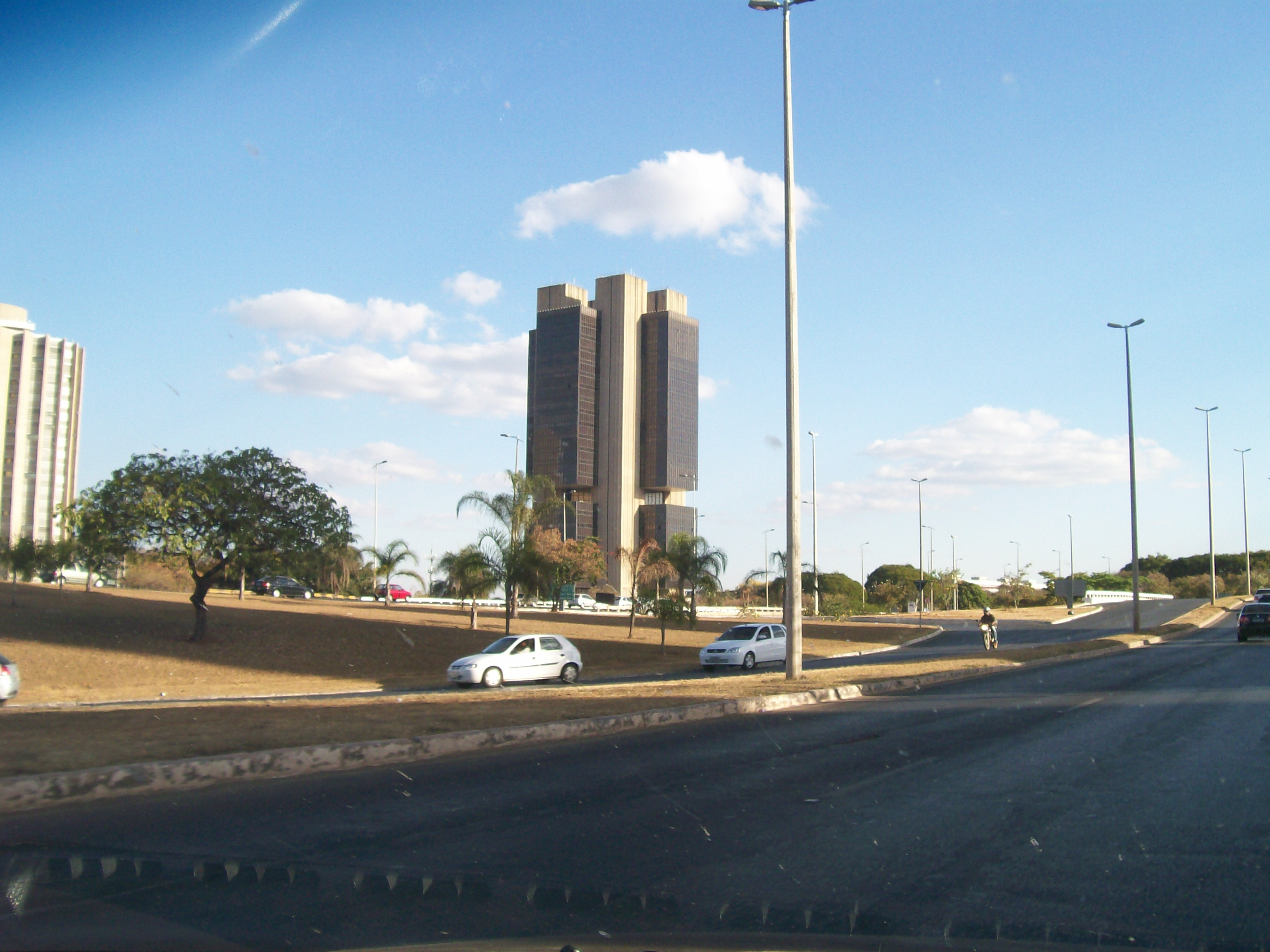
Seu del Banc Central del Brasil.

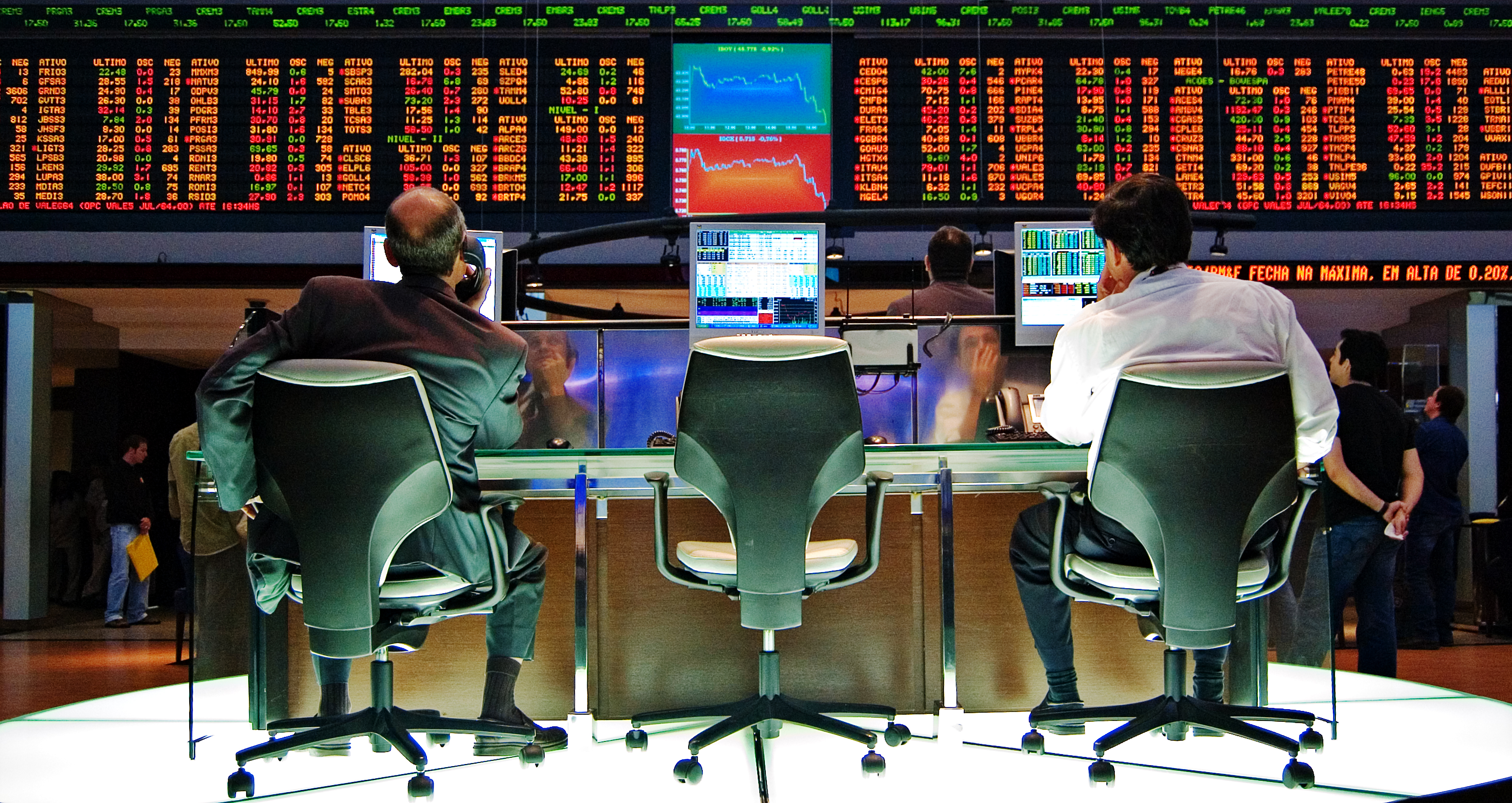
Funcionaris de la Borsa de São Paulo.

Amb sectors agrícoles i industrials desenvolupats, l'economia del Brasil, en termes de producció total, és molt superior a cap altra economia sud-americana, i està experimentat una expansió important en els mercats mundials. Encara que la hiperinflació va impedir el desenvolupament de l'activitat econòmica i la inversió, el Pla Real, implementat el 1994 va ser un reeixit programa que ha tingut com a resultat l'estabilitat econòmica. Amb un sistema similar a la política de convertibilitat del peso argentí, la taxa de canvi del real va ser mantinguda artificialment a l'una del dòlar nord-americà, i la inflació es va reduir a menys del 10%, però no amb la suficient rapidesa per evitar la sobrevaloració de la moneda, la qual cosa va contribuir a l'increment dels dèficits de compte corrent. Com va ocórrer en l'economia de l'Argentina, els productes brasilers van ser massa cars en comparació amb els productes importants. A diferència de l'Argentina, el Brasil va rebre grans quantitats d'inversió estrangera directa (convertint-se en el segon receptor més gran d'inversió després de Mèxic).
Les crisis asiàtica i russa van afectar l'economia, la qual va realitzar un ajustament fiscal i va rebre suport per $41.500 milions del FMI el 1998. El 1999, el Banc Central del Brasil va anunciar la fi del sistema de canvi del real, i la introducció de la lliure flotació de la moneda, produint una recessió econòmica, i l'increment de la inflació. Tanmateix, el canvi en els preus reals del productes brasilers va beneficiar les exportacions alleugerint la recessió. Els problemes econòmics de l'Argentina, el segon soci comercial més important del Brasil, van produir una desacceleració de l'economia el 2001, a més que els inversors temien que el candidat d'esquerra, Luís Inácio Lula da Silva, declararia moratòria en el pagament del deute extern. No obstant això, da Silva va implementar un programa d'austeritat econòmica, controlant la inflació, amb el propòsit d'assolir un superàvit en el compte corrent, per tal de complir amb les obligacions del deute. Amb aquesta estratègia el PIB va caure el 2003, però s'incrementaria el 2004. El país va realitzar el pagament avançat del deute al FMI el 2005.